# Achillas
Achillas (gr. Αχιλλας, zm. 47 p.n.e.) – koregent Egiptu (wraz z Pothejnosem i Theodetesem z Chios) w latach 51-48 p.n.e., naczelny dowódca armii królewskiej.
Stronnik faraona Ptolemeusza XIII i przeciwnik jego siostry, będącej nominalnym współwładcą, Kleopatry VII. Dowódca wojsk Ptolemeusza zgromadzonych pod Peluzjum, wysłanych przeciwko siłom Kleopatry.
Stojąc pod Peluzjum Achillas pozostawał w stałym kontakcie z Pothejnosem. Stracił posłów Ptolemeusza wysłanych na polecenie Cezara, aby przemówili do zgromadzonej armii i powiadomili ją o porozumieniu zawartym między Kleopatrą a Ptolemeuszem. Następnie, na wezwanie Pothejnosa, ruszył ze swoimi oddziałami w sile 20 000 żołnierzy piechoty i 2000 kawalerzystów do Aleksandrii, aby uwolnić miasto spod władzy Rzymian.
Podczas oblężenia dzielnicy pałacowej z pałacu królewskiego uciekła Arsinoe (Arsinoe IV), którą żołnierze Achillasa obwołali królową. Nowa królowa nie rządziła sama, lecz pozwoliła rządzić swojemu doradcy Ganimedesowi. W wyniku konfliktu z nową królową i jej doradcą Achillas został odsunięty od dowództwa armii, a następnie stracony.
We wspomnieniach Cezara określany człowiekiem nadzwyczajnej odwagi, a jednocześnie wraz z Luciusem Septimusem bezpośrednio odpowiedzialnym, za zabójstwo Pompejusza.